# Ples
Ples (deutsch: Plesdorf) ist ein Dorf in der Gemeinde Bistrica ob Sotli in Slowenien. Es liegt in der historischen Region Untersteiermark an der kroatischen Grenze.

## Geographie

Die Siedlung Plesdorf/Ples mit Umgebung. (Josephinische Landesaufnahme 1784 – 1787)

Die Ortsgemarkung nimmt den nördlichen Bereich der Gemeinde ein und liegt westlich des Baches Bistrica/Feistritz in einem sonnigen, mit Weingärten kultivierten Hügelland. Das Ortsgebiet umfasst eine Fläche von 132 ha und grenzt an die Gemeindeteile Polje pri Bistrici im Osten, Hrastje ob Bistrici  im Süden und Srebrnik im Westen. Im Osten und Norden berührt die Dorfflur den Fluss Sotla, der hier die slowenisch-kroatische Grenze markiert.
Der Ort zählt 60 Einwohner (2002) und nimmt eine mittlere Höhe von 240 m. i. J. ein. Die Winzerhäuser sowie die landwirtschaftlichen Gehöfte der Streusiedlung verteilen sich über die gesamte Dorfgemarkung. Auf dem höchsten Punkt der Ortsflur, dem Hügel Vina Gora (327 m. i. J.), erhebt sich die Heilig-Kreuz Kirche/Cerkev sv. Križa aus dem 17. Jahrhundert. Das Dorf Ples wird im Süden seines Siedlungsgebietes von der Hauptstraße 219 gesäumt, einem uralten Handelsweg, der die beiden untersteirischen Städte Brežice/Rann und Slovenska Bistrica/Windischfeistritz verbindet.

## Geschichte
Das Dorf wird erstmals im Jahre 1480 urkundlich erwähnt und zwar gleich in drei Variationen: „Ples“, „Plesdorf“ und „an der Pless“. Im Urbar der Herrschaft Königsberg aus dem Jahre 1566 wird die Siedlung und sieben abgabenpflichtige Untertanen genannt: „Vnter Ambt Pleßdorff: Suppan Martin, Matheko, Oswald Prach, Lukas, Gregor, Philipp Pangratschitsch, Jansche Pangratschitsch“, ferner wird in diesem Verzeichnis ein „Jakob“ in „Wonnigori“ erwähnt, der Zehntpflichtige, der den Hügel Vina Gora bearbeitete.

### 18. und 19. Jahrhundert
In der josephinischen Landesaufnahme (1784–1787) wird die Siedlung ebenfalls dargestellt: Im „unteren Dorf gegen Süden ergiest sich der Bach Feistritz windisch Bisztritschicza in die Szotla, alwo er eine Mühle treibt“… „von dem Berg, vorauf die Kirche St. Kris steht, kann viel Gegend übersehen werden…“.
Auch Carl Schmutz führt 1822 den Ort in seinem „Lexikon von Steiermark“ an: „Pleßdorf, windisch Plesje, Cillier-Kreis, Gemeinde des Bezirkes und der Grundherrschaft Wisell, Pfarre St. Peter bey Königsberg. Flächenmaß zusammen mit Silberberg, 324 Joch und 1304 Quadratklafter, worunter Aecker 81 Joch und 634 Quadratklafter, Wiesen 104 Joch und 132 Quadratklafter, Gärten 1331 Quadratklafter, Huthweiden 114 Joch und 1130 Quadratklafter, Weingärten 23 Joch und 975 Quadratklafter. Häuser 16, Wohnparteien 21, einheimische Bevölkerung 123, worunter 66 weibliche Seelen. Viehstand Kühe 6“.
Im „Lexikon von Steiermark“ von Josef Andreas Janisch (ab 1878) fand der Ort ebenfalls Aufnahme: „Plesdorf, slov. Ples, Katastral-Gemeinde der Ortsgemeinde St. Peter bei Königsberg, Gerichtsbezirk Drachenburg, nach St. Peter bei Königsberg eingepfarrt und eingeschult, hat 476 Joch oder 273,700 Hkt., 47 Häuser und 226 Seelen (111 ml., 115 wbl.) und besteht aus den Ortschaften Plesdorf und Silberberg; erstere hat 18 Häuser mit 100 Seelen (50 ml., 50 wbl.). Die Gemeinde wird östlich durch die Sottla von Croatien getrennt, ist an diesem Flusse eben, in den westlichen Theilen aber hügelig, wo Weinbau getrieben wird. Die Straße von Windischlandsberg nach St. Peter und Rann führt an der Westgrenze der Gemeinde vorüber. Am Silberberge ist eine dem heil. Kreuz geweihte Kapelle.“
Bei der Volkszählung im Jahre 1880 bestand Plesdorf aus 20 bewohnten Häusern. Gezählt wurden 119 anwesende Einwohner, (60 ml. und 59 wbl.) die sich alle zur katholischen Religion bekannten. Slowenisch als Umgangssprache verwendeten 115 der Ortsbewohner, deutsch als Umgangssprache wurde nicht angegeben.
Im Jahre 1931 gehörte das Dorf Ples mit seinen 106 Einwohnern zur Gemeinde Sveti Petar pod Svetimi gorami (St. Peter unter dem Hl. Berg) und lag im Draubanat/Dravska banovina  des Königreichs Jugoslawien.

### Zweiter Weltkrieg
Nach der „Zerschlagung“ des jugoslawischen Staates durch die Achsenmächte im April 1941 okkupierte das Großdeutsche Reich auch das untersteirische Gebiet. Sofort wurde mit dem „Neuaufbau“ von Verwaltung und Wirtschaft begonnen. Für den Ort Ples mit seiner slowenischen Bevölkerung hatte diese Neuordnung zur Folge, dass nahezu die gesamte Einwohnerschaft im November und Dezember 1941 in Lager der Volksdeutschen Mittelstelle (VoMi) nach Deutschland deportiert wurde. In die freigemachten Häuser und Höfe wurden Volksdeutsche aus der Gottschee angesiedelt.
In Ples wurden zwei Massengräber aus dem Zweiten Weltkrieg gefunden. 